# 347P/PANSTARRS
347P/PANSTARRS è una cometa periodica appartenente alla famiglia delle comete gioviane. 

## Scoperta
La cometa è stata scoperta il 21 settembre 2016, ma già al momento dell'annuncio della scoperta erano state trovate immagini di prescoperta risalenti al 20 giugno 2016 e addirittura immagini risalenti al 26 agosto 2009  ossia al precedente passaggio al perielio durante il quale non fu riconosciuta come cometa, ma fu ritenuta un asteroide: questo fatto ha portato alla numerazione a tempo di record della cometa.